# Bolivia en la Copa Mundial de Fútbol de 1930
La Selección de Bolivia fue uno de los 13 países participantes de la Primera Copa Mundial de Fútbol, que se realizó en Uruguay.

## Participación
Bolivia recibe su derecho a participar mediante una invitación cursada por el comité organizador uruguayo.
En este mundial Bolivia comparte el grupo B junto a Brasil y Yugoslavia.
El primer Director Técnico de la Selección Boliviana fue Ulises Saucedo, que además lo era del primer equipo del Club The Strongest. Fue además árbitro y juez de línea en siete partidos del torneo, incluida la final.
Bolivia lució una camiseta blanca y cada jugador tenía una letra en el pecho, que al formarse en un determinado orden decía VIVA URUGUAY. La foto más famosa, muestra a los jugadores posando con la frase a la que le falta una de las 'U', la del famoso "Chato" Reyes que se había retrasado en el vestuario.

## Primera fase

### Grupo B
| Equipo     | Pts | PJ | PG | PE | PP | GF | GC | Dif |
| ---------- | --- | -- | -- | -- | -- | -- | -- | --- |
| Yugoslavia | 4   | 2  | 2  | 0  | 0  | 6  | 1  | 5   |
| Brasil     | 2   | 2  | 1  | 0  | 1  | 5  | 2  | 3   |
| Bolivia    | 0   | 2  | 0  | 0  | 2  | 0  | 8  | -8  |

| 17 de julio de 1930, 12:45 | Yugoslavia                                      | 4:0 (0:0) | Bolivia | Estadio Parque Central, Montevideo                                       |                                                                          |
|                            | Bek 60', 67' · Marjanović 65' · Vujadinović 85' | Reporte   |         | Asistencia: 18.306 espectadores Árbitro(s): Francisco Mateucci (Uruguay) | Asistencia: 18.306 espectadores Árbitro(s): Francisco Mateucci (Uruguay) |

| 20 de julio de 1930, 13:00 | Brasil                                 | 4:0 (1:0) | Bolivia | Estadio Centenario, Montevideo                                              |                                                                             |
|                            | Moderato 37', 73' · Preguinho 67', 83' | Reporte   |         | Asistencia: 25.466 espectadores Árbitro(s): Georges Thomas Balway (Francia) | Asistencia: 25.466 espectadores Árbitro(s): Georges Thomas Balway (Francia) |

## Jugadores
| Nombre                  | Nac | Posición      | Fecha de Nacimiento | PJ Sel | Club                    |
| ----------------------- | --- | ------------- | ------------------- | ------ | ----------------------- |
| Jesús Bermúdez          |     | Portero       | 24.01.1902          | 2      | Oruro Royal             |
| Miguel Murillo          |     | Portero       | 24.03.1898          | 0      | Club Bolívar Nimbles    |
| Cassiano Chavarría      |     | Defensa       | 03.08.1901          | 2      | The Strongest           |
| Segundo Durandal        |     | Defensa       | 17.03.1912          | 2      | Oruro Royal             |
| Luis Reyes Peñaranda    |     | Defensa       | 05.06.1911          | 0      | Universitario de La Paz |
| Juan Jorge Argote       |     | Mediocampista | 25.11.1906          | 1      | Club Bolívar Nimbles    |
| Miguel Brito            |     | Mediocampista | 13.06.1901          | 0      | Club Bolívar Nimbles    |
| Diógenes Lara           |     | Mediocampista | 06.04.1903          | 2      | Racing FBC              |
| Carlos Constantino Noya |     | Mediocampista | 15.04.1904          | 0      | The Strongest           |
| Jorge Balderrama        |     | Mediocampista | 12.12.1906          | 2      | Club Bolívar Nimbles    |
| Renato Sainz            |     | Mediocampista | 14.12.1899          | 1      | The Strongest           |
| Mario Alborta           |     | Delantero     | 19.09.1910          | 2      | Universitario de La Paz |
| José Bustamante         |     | Delantero     | 1907                | 2      | Oruro Royal             |
| René Fernandéz          |     | Delantero     | 1906                | 2      | Club Alianza Oruro      |
| Gumercindo Gómez        |     | Delantero     | 1907                | 1      | Oruro Royal             |
| Rafael Méndez           |     | Delantero     | 1904                | 2      | The Strongest           |
| Eduardo Reyes Ortiz     |     | Delantero     | 1907                | 1      | The Strongest           |
| DT Ulises Saucedo       |     |               |                     |        |                         |

| Predecesor: No tiene | Bolivia en la Copa Mundial de Fútbol Uruguay 1930 | Sucesor: Brasil 1950 |